# Phrygionis argentata
Phrygionis argentata är en fjärilsart som beskrevs av Dru Drury 1773. Phrygionis argentata ingår i släktet Phrygionis och familjen mätare. Inga underarter finns listade i Catalogue of Life.

## Bildgalleri

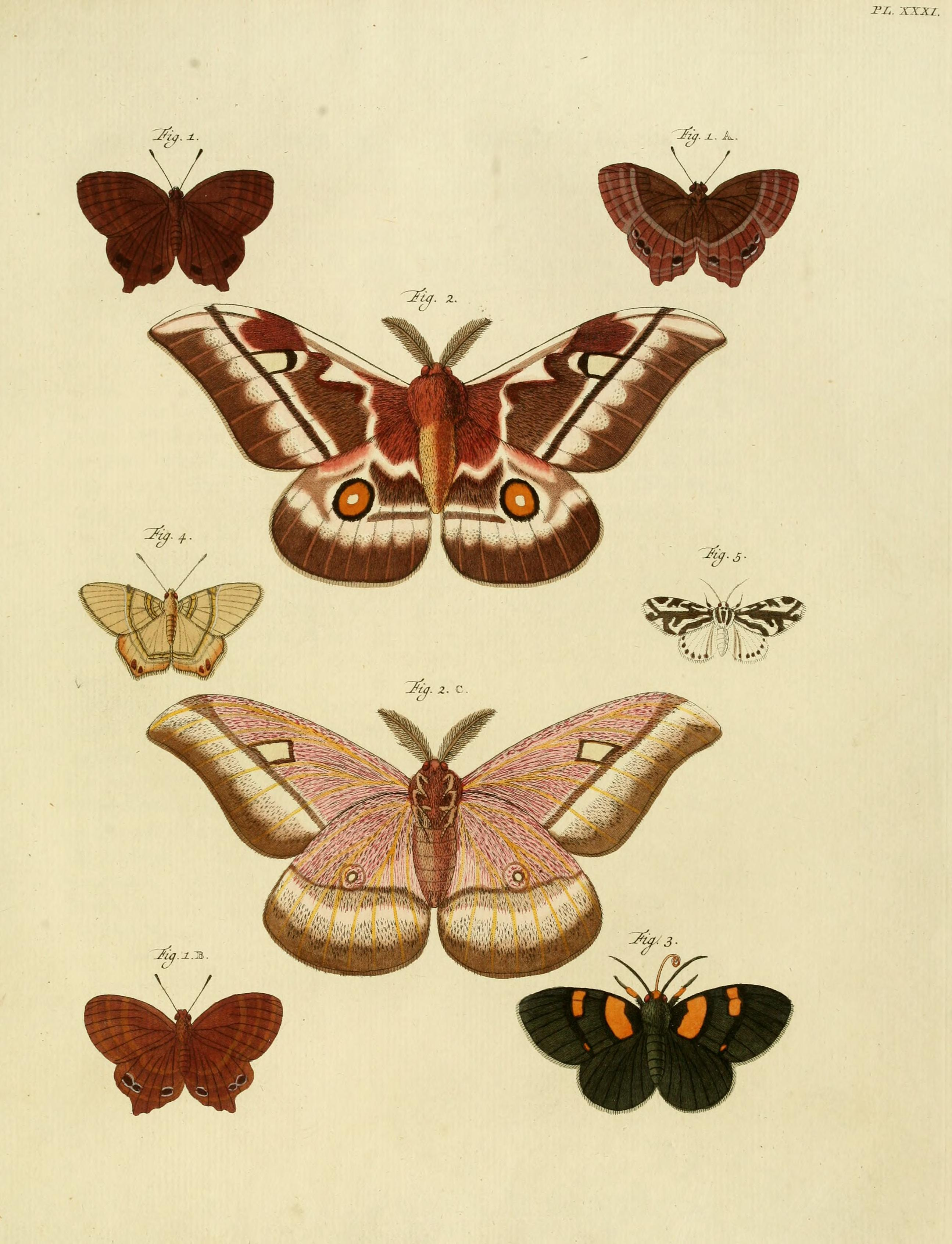